# Jim O'Neill
Jim O'Neill é um economista britânico que ocupa atualmente o cargo de chefe de pesquisa em economia global do grupo financeiro Goldman Sachs desde 2001. Ele é mais conhecido por ter criado o termo BRIC para se referir às economias do Brasil, Índia, Rússia e China. Posteriormente, houve a adesão da África do Sul, e foi acrescentado um  'S'  do inglês South Africa, mudando o nome BRIC para BRICS.
O'Neill tem um particular interesse e sucesso no Mercado Internacional de Divisas e foi descrito em 2005 por Gavyn Davies, o principal executivo da BBC entre 2001 e 2004, como um dos "principais economistas do Mercado Internacional de Divisas do mundo na década passada". Ele é membro do Conselho Consultivo Internacional do Centre for Rising Powers na Universidade de Cambridge.